# Sawit (Darangdan)
Sawit is een bestuurslaag in het regentschap Purwakarta van de provincie West-Java, Indonesië. Sawit telt 3611 inwoners (volkstelling 2010).